# Уэзи
Уэзи́ (фр. Ouézy) — коммуна во Франции, находится в регионе Нижняя Нормандия. Департамент коммуны — Кальвадос. Входит в состав кантона Бургебюс. Округ коммуны — Кан.
Код INSEE коммуны — 14482.

## Население
Население коммуны на 2010 год составляло 243 человека.
| 1962 | 1968 | 1975 | 1982 | 1990 | 1999 | 2010 |
| ---- | ---- | ---- | ---- | ---- | ---- | ---- |
| 215  | 191  | 193  | 195  | 197  | 199  | 243  |

## Экономика
В 2010 году среди 163 человек трудоспособного возраста (15—64 лет) 107 были экономически активными, 56 — неактивными (показатель активности — 65,6 %). Из 107 активных жителей работали 104 человека (61 мужчина и 43 женщины), безработных было 3 (1 мужчина и 2 женщины). Среди 56 неактивных 14 человек были учениками или студентами, 23 — пенсионерами, 19 были неактивными по другим причинам.